# Černý Most (métro de Prague)
Pour les articles homonymes, voir Černý Most.
Černý Most est une station de métro à Prague, en Tchéquie. Terminus oriental de la ligne B du métro de Prague, elle est ouverte depuis le 8 novembre 1998.